# San Pietro Clarenza
San Pietro Clarenza é uma comuna italiana da região da Sicília, província de Catania, com cerca de 5.858 habitantes. Estende-se por uma área de 6 km², tendo uma densidade populacional de 976 hab/km². Faz fronteira com Belpasso, Camporotondo Etneo, Catania, Mascalucia, Misterbianco.

## Demografia
| Variação demográfica do município entre 1861 e 2011                               |
|                                                                                   |
| Fonte: Istituto Nazionale di Statistica (ISTAT) - Elaboração gráfica da Wikipedia |